# Théorie de Hamaker
Après l'explication des forces de Van der Waals par Fritz London, plusieurs scientifiques se sont vite rendu compte que leur définition pouvait être une extension de l'interaction entre deux molécules ayant des dipôles induits à des objets macroscopiques. Il suffisait d'additionner toutes les forces entre les molécules contenus dans chaque corps impliqué. La théorie porte le nom de Hugo Christiaan Hamaker, qui a dérivé l'interaction entre deux sphères et entre une sphère et un mur, et a présenté une discussion générale dans un article de 1937 très largement cité.
L'interaction entre deux corps est alors traitée comme l'interaction par paire d'un ensemble de {\displaystyle N} molécules ayant les positions {\displaystyle R_{i},i\in \{1,2,...,N\}}. La distance entre deux molécules {\displaystyle i} et {\displaystyle j} est alors
{\displaystyle R_{ij}=|R_{i}-R_{j}|.}
L’énergie d’interaction du système est ensuite considérée comme étant donnée par
{\displaystyle V_{\mathrm {int} }^{1,2,...N}={\frac {1}{2}}\sum _{i=0}^{\mathbb {N} }\sum _{j=0(\neq i)}^{\mathbb {N} }V_{\mathrm {int} }^{ij}(R_{ij}),}
où {\displaystyle V_{\mathrm {int} }^{ij}} est l'interaction entre les molécules {\displaystyle i} et {\displaystyle j} en l'absence de l'influence des autres molécules.
Cette théorie n'est cependant qu'une approximation qui suppose qu'il est possible de traiter les interactions indépendamment. Elle doit également être ajustée pour prendre en compte la théorie des perturbations quantiques.